# Protomicroplitis longiterebra
Protomicroplitis longiterebra är en stekelart som beskrevs av Rao och Chalikwar 1976. Protomicroplitis longiterebra ingår i släktet Protomicroplitis och familjen bracksteklar. Inga underarter finns listade i Catalogue of Life.